# Liste der Monuments historiques in Vaudeville (Meurthe-et-Moselle)
Die Liste der Monuments historiques in Vaudeville führt die Monuments historiques in der französischen Gemeinde Vaudeville auf.

## Liste der Objekte
| Bezeichnung | Beschreibung                          | Standort                       | Kennzeichnung | Schutzstatus | Datum | Bild |
| ----------- | ------------------------------------- | ------------------------------ | ------------- | ------------ | ----- | ---- |
| Kruzifix    | Holz, farbig gefasst, 17. Jahrhundert | in der Kirche St-Martin (Lage) | PM54000953    | Classé       | 1965  |      |